# ولاستیبور (ناحیه یابلونتس ناد نیسوو)
ولاستیبور (به چکی: Vlastiboř) یک منطقهٔ مسکونی در جمهوری چک است که در ناحیه یابلونتس ناد نیسوو واقع شده‌است.